# Osnovno reprodukcijsko število
| Bolezen                               | Način prenosa          | R0      |
| ------------------------------------- | ---------------------- | ------- |
| Ošpice                                | po zraku               | 12–18   |
| Norice                                | po zraku               | 10–12   |
| Otroška ohromelost                    | fekalno-oralno         | 5–7     |
| Rdečke                                | kapljično              | 5–7     |
| Mumps                                 | kapljično              | 10–12   |
| Oslovski kašelj                       | kapljično              | 5,5     |
| Črne koze                             | kapljično              | 3,5–6   |
| Covid-19                              | kapljično              | 1,4–5,7 |
| HIV/aids                              | s telesnimi tekočinami | 2–5     |
| Sars                                  | kapljično              | 2–5     |
| Prehlad                               | kapljično              | 2–3     |
| Davica                                | s slino                | 1,7–4,3 |
| Gripa (sev španske gripe)             | kapljično              | 1,4–2,8 |
| Ebola (epidemija leta 2014)           | s telesnimi tekočinami | 1,5–2,5 |
| Gripa (sev epidemije nove gripe 2009) | kapljično              | 1,4–1,6 |
| Gripa (sevi sezonske gripe)           | kapljično              | 0,9–2,1 |
| Mers                                  | kapljično              | 0,3–0,8 |

Osnovno reprodukcijsko število (tudi bazično reprodukcijsko število), krajš. R0, je v epidemiologiji merilo za nalezljivost določene kužne bolezni in pomeni povprečno število ljudi, ki jih okuži ena kužna oseba v času svoje kužnosti v populaciji, v kateri so vsi posamezniki dovzetni za okužbo. Pri določanju osnovnega reprodukcijskega števila velja predpostavka, da nihče drug v populaciji ni okužen ali imun (zaradi že prebolele bolezni ali cepljenja). Po nekaterih opredelitvah je treba upoštevati tudi odsotnost kateregakoli namernega ukrepa za zamejevanje prenosa bolezni.
Osnovno reprodukcijsko število se razlikuje od dejanskega reprodukcijskega števila (R), ki podaja število okužb z enega vira v dejanski populaciji, v kateri ni nujno, da so vsi posamezniki neokuženi ali neodporni. Po sami opredelitvi pojma cepljenje ne vpliva na R0. R0 nima enote in ne predstavlja deleža, ki bi bil podan na časovno enoto.
R0 ni biološka konstanta povzročitelja in nanjo lahko vplivajo dejavniki, ki niso neposredno vezani na povzročitelja (na primer okolijski dejavniki in vedenjski dejavniki v populaciji). Vrednosti R0 običajno določijo z matematičnimi modeli in so odvisne od uporabljenega modela in uporabljenih parametrov. Vrednosti so uporabne le v določenem kontekstu in neustrezno je primerjati vrednosti, ki temeljijo na različnih modelih. R0 ne podaja ocene, kako hitro se lahko okužba širi med prebivalstvom.
Ena od pomembnejših uporabnih vrednosti R0 je pomoč pri napovedovanju, ali se lahko neka porajajoča se kužna bolezen razširi med prebivalstvom, in pri oceni, kakšen delež populacije mora biti precepljen za dosego izkoreninjenja bolezni. V najpogosteje uporabljenih matematičnih modelih širjenja okužb velja, da se ob vrednosti R0 > 1 bolezen lahko razširi med prebivalstvom, ne pa, če je R0 < 1. Na splošno velja, da višja kot je vrednost R0, težje je obvladati epidemijo. V enostavnejših matematičnih modelih velja, da je za zajezitev širjenja okužbe potrebna imunost pri deležu prebivalstva, ki je enak 1 − 1/R0. Velja tudi ocena, da bo v obdobju endemičnega ravnovesja ostal delež prebivalstva, ki je enak 1/R0, občutljiv za okužbo.